# Gobie à taches noires
Neogobius melanostomus
Espèce
Statut de conservation UICN

 LC  : Préoccupation mineure
Le Gobie à taches noires (Neogobius melanostomus), aussi appelé Gobie arrondi, est une espèce de poissons d'eau douce à saumâtre de la famille des Gobiidés.

## Description
Nommé ainsi pour les petites taches noires recouvrant son corps et pour sa nageoire caudale arrondie. Il peut mesurer jusqu'à 24,6 cm.

## Répartition géographique
Il se retrouve en Europe de l'Est et en Asie, dans les pays suivants : Bulgarie, Géorgie, Moldavie, Roumanie, Russie, Turquie, Turkménistan, Kazakhstan, Iran, Azerbaïdjan et Ukraine, et les mers suivantes : mer d'Azov, mer Noire, mer Caspienne. Plus récemment, on le trouve aussi en Europe occidentale : Allemagne, Pays-Bas, Belgique, nord-est de la France,.

## Espèce aquatique envahissante
En Amérique du Nord, le Gobie à taches noires s’est répandu rapidement au Canada (fleuve Saint-Laurent) et dans les Grands Lacs depuis qu’il y a été découvert en 1990. Ce poisson exotique entre en forte compétition avec les autres espèces indigènes et peut rapidement peupler un plan d’eau. En plus de dominer dans l’habitat, il se nourrit également des œufs et des jeunes de poissons indigènes. Cette espèce envahissante a probablement été introduite dans les Grands Lacs et ailleurs par de déballastage des eaux de mer des navires transocéaniques.

## Salinité
Le Gobie à taches noires est un poisson euryhalin : il vit autant en eau douce qu'en eau salée, il peut supporter des salinités allant au moins jusqu'à 36,9 ‰.

### Source
- World Conservation Monitoring Centre 1996.